# Regina (marca)
A Regina é uma marca de chocolates portuguesa, que pertence ao grupo Imperial.

## Descrição e história

### Primeiros anos e expansão
A empresa foi fundada em 1927, sendo então sedeada na Rua Sá de Miranda, em Lisboa, com uma fábrica na área de Alcântara. O seu nome advém do termo latino regina, que significa rainha. Alcançou um período de grande expansão nos anos 30 e 40, tendo sido considerada, durante várias décadas, como a principal marca no mercado do chocolate em território nacional. Durante este período comercializou vários produtos icónicos, como os Chocolates para Turistas, lançados nos anos 30, e cujas embalagens apresentavam gravuras das praias da Costa do Sol, algumas delas desenhadas por Alfredo de Morais. Outros produtos de sucesso incluíram a máquina de furos, que se tornou presença comum nas feiras populares, feiras do livro e outros eventos do género.
A empresa chegou a contar com uma equipa própria de basquetebol, a Fábrica de Chocolates Regina, que em 1956 estava a participar no Campeonato Corporativo.

### Declínio e aquisição pela empresa Imperial
Porém, nos finais do século XX a Regina entrou numa acentuada fase de declínio, tendo em 1995 começado as diligências no sentido de garantir a continuidade da empresa. Em 26 de Março de 1998, o jornal Avante! noticiou que no dia anterior tinha sido feita uma reunião neste sentido entre o Sindicato dos Trabalhadores das Indústrias de Alimentação do Sul e Tabacos e o secretário de estado Vítor Ramalho, que tinha-se disponibilizado para entrar em contacto com a secretaria de Estado da Indústria, no sentido de encontrar uma solução que viabilizasse a Regina e mantivesse os postos de trabalho. Segundo uma nota publicada pelo sindicato e pela Confederação Geral dos Trabalhadores Portugueses, a gerência da fábrica continuava «a pagar as retribuições com atraso» e «a não garantir a manutenção dos postos de trabalho», além que não estava a informar «com clareza que tipo de negócio está a efectuar quando diz que está em negociações para a venda da Regina», tendo informado que a dívida conhecida da empresa era de 1,6 milhões de contos, sendo os maiores credores o governo, no valor de 804 mil, e o Banco Comercial Português, em 500 mil, enquanto que aos operários e outros credores a dívida era superior a 400 mil contos.  Apesar destes esforços, a empresa acabou por falir ainda na década de 1990.
Em 2000, foi adquirida pela companhia Imperial. Sob a nova administração, a Regina voltou a ganhar notoriedade junto do mercado nacional, com a introdução de novos produtos e o relançamento dos antigos sucessos. Por exemplo, em 2012 voltaram a estar disponíveis os Chocolates para Turistas, que tinham sido retirados do mercado há muitas décadas, e no seguinte as máquinas de furos, com grande sucesso. Nesta fase destaca-se o acordo de colaboração com a operadora aérea TAP, por exemplo em Agosto de 2017, quando aquela empresa organizou um vôo temático da década de 1970 entre o Porto e São Paulo, durante o qual um dos produtos oferecidos aos passageiros foi uma caixa dos furos com chocolates da Regina. Em 2018 a Regina voltou a cooperar com a TAP, desta vez através da criação de um conjunto exclusivo de produtos de chocolate, para serem servidos a bordo dos aviões. Estes produtos eram apresentados em embalagens decoradas com temas típicos de Portugal, incluindo imagens de várias regiões e símbolos nacionais, e imagens antigas da TAP. Entre os novos produtos introduzidos contam-se as amêndoas de Páscoa, com um grande sucesso.
Em Junho de 2005, o presidente da Junta de Freguesia de Alcântara, José Godinho, criticou as demolições que estavam então a ser feitas pela Câmara Municipal de Lisboa, incluindo a fábrica da Regina, que estava «em fase de demolição avançada», tendo afirmado que tinha «sérias dúvidas de que as futuras mudanças de uso para construção de habitações e terciário em zonas industriais tenham neste momento cobertura legal».